# Jerry Gerber
Jerry Gerber (* 26. Januar 1951 in Los Angeles) ist ein US-amerikanischer Komponist, Arrangeur und Musikproduzent.

## Leben
Gerber begann sein Musikstudium im Alter von neun Jahren und setzte es später an der San Francisco State University fort, wo er es mit einem Bachelor of Music in Komposition und klassischer Musiktheorie abschließen konnte. Zu seinen Lehrern zählten Wayne Peterson, Alex Post, David Ahlstrom und Matt Doran.
Anschließend war er Gastdozent bei Western Public Radio, bei der Film Arts Foundation, der California State University in Sacramento, dem San Francisco Conservatory of Music und der Academy of Art University in San Francisco. 

## Schaffen
Gerber schrieb und produzierte Musik für viele Projekte, darunter für Loom, ein 1990 veröffentlichtes Computerspiel der Firma Lucasfilm Games, und 1995 für den Film Gumby: The Movie, eine Fortsetzung der beliebten Kindersendung Gumby.
Ein Schwerpunkt seiner Arbeit besteht in sinfonischen Orchesterwerken, in denen er sich der großen Tradition der klassischen Musik verpflichtet fühlt. Er schreibt diese Werke jedoch für virtuelles Orchester, für die er insbesondere die Vienna Symphonic Library verwendet. Auf die Frage, warum er nicht nach „richtigen“ Interpreten suche, sagte er einmal: „In this sense I am more, in temperament, like a painter or a poet – I want my art to be the finished product, to be contemplated and enjoyed without further interpretation.“ („In diesem Sinne bin ich vom Temperament her eher wie ein Maler oder ein Dichter – ich möchte, dass meine Kunst das fertige Produkt ist, das man ohne weitere Interpretation betrachten und genießen kann.“)
Jerry Gerber lebt in San Francisco.

## Diskographie (Auswahl)
- 2008 – Waves: Six Compositions for Virtual Instruments: Concerto for Clarinet & Virtual Ensemble; mit Art Austin (Klarinette); Ottawa Records
- 2016 – From Cosmic Dust: Nine Hymns on Spiritual Life: Virtual Concerto for Oboe & Digital Ensemble; Ottawa Records
- 2019 – Earth Music: Symphony # 10 for the Virtual Orchestra, In Time There Will Be No Time, Three Short Piano Works; Ottawa Records
- 2024 – The Darker Side of Light: Symphony # 12, Quartet for Virtual Strings; Ottawa Records